# Peu de rei

Components peu de rei:
1. Mordasses per a mesures externes.
2. Mordasses per a mesures internes.
3. Colis per a mesura de profunditats.
4. Escala amb divisions en centímetres i mil·límetres. 5. Escala amb divisions en polzades i fraccions de polzada.
6. Nònius per a la lectura de les fraccions de mil·límetres en què estigui dividit.
7. Nònius per a la lectura de les fraccions de polzada en què estigui dividit.
8. Botó de lliscament i fre.

El peu de rei o nònius és un instrument de mesura utilitzat principalment en mecànica i en la fabricació de tota mena d'objectes. Sol estar graduat en mil·límetres, i el seu rang típic és de 0 a 150 mm. El peu de rei permet mesurar, per exemple, el diàmetre d'una barra, el gruix d'una placa, la fondària i diàmetre d'un forat o l'amplada d'una escletxa, amb una precisió típica (o error d'aproximació) de 0,05 mm (mitja dècima de mil·límetre, o cinc centèsimes). Alguns peus de rei més precisos divideixen cada dècima en cinc parts i, per tant, permeten mesurar amb una precisió o error de 0,02 mm (dues centèsimes de mil·límetre).
El principi de funcionament del peu de rei és el nònius. El nònius és el sistema d'escales que permet llegir variacions molt petites en la dimensió que s'està mesurant. Si bé el peu de rei convencional és un aparell de mesura totalment manual i mecànic, també hi ha peus de rei digitals que, sense nònius, permeten llegir el valor de la mesura directament en una petita pantalla. Quan es mesura una llargada el punt zero de l'escala indicadora és la mesura real, tanmateix és probable que es trobi entre dos punts de l'escala. La mesura de l'escala indicadora que correspon al parell de graduacions més ben alineades de l'indicador secundari dona el valor del dígit de precisió addicional.
Consta d'un regle amb una esquadra en un extrem, sobre la qual llisca una altra destinada a indicar la mesura en una escala. Permet apreciar longituds d'1/10, 1/20 i 1/50 de mil·límetre utilitzant el nònius. Mitjançant peces especials en la part superior, i en el seu extrem, permet mesurar dimensions internes i profunditats. Habitualment té dues escales: la inferior mil·limètrica i la superior, en polzades.
El nònius està construït de manera que n divisions del nònius corresponen a {\displaystyle (n-1)} de l'escala principal. Si s'anomena D la mida de les divisions de l'escala principal (en mm, per exemple) i d la mida de les divisions del nònius (grandària desconeguda), es podrà establir la relació següent:
{\displaystyle n\cdot d=(n-1)\cdot D}
d'on es dedueix que:
{\displaystyle D-d=D/n}
Així, les divisions del nònius són més curtes que les de l'escala principal en la proporció {\displaystyle D/n}. Per tant, l'aparell permet apreciar enèsimes parts de la unitat D, i aquest valor és la precisió p del calibrador:
{\displaystyle p=D/n}
Per fer la lectura d'una longitud amb el nònius, es fa coincidir el zero del regle amb un extrem de la longitud a mesurar i es desplaça el nònius fins que el seu zero coincideix amb l'altre extrem. Es llegeix la distància R que queda abans del zero del nònius i s'observa quina divisió k del nònius coincideix amb una divisió del regle. La mesura serà:
{\displaystyle R+k\cdot p}
on p és la precisió del nònius.

## Galeria

Animació d'una mesura amb peu de rei, feta amb nònius. Cliqueu per ampliar-la
Foto ampliada del nònius d'un peu de rei
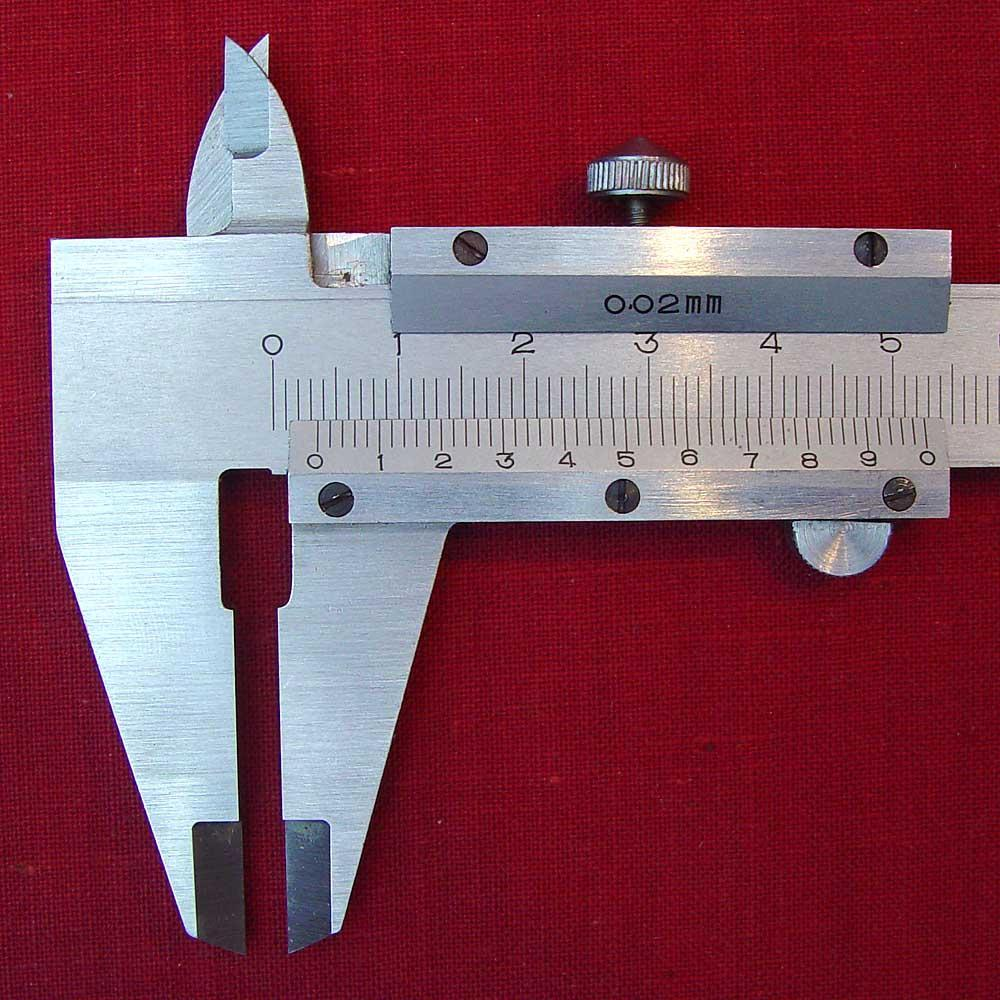
Peu de rei amb escala nònius
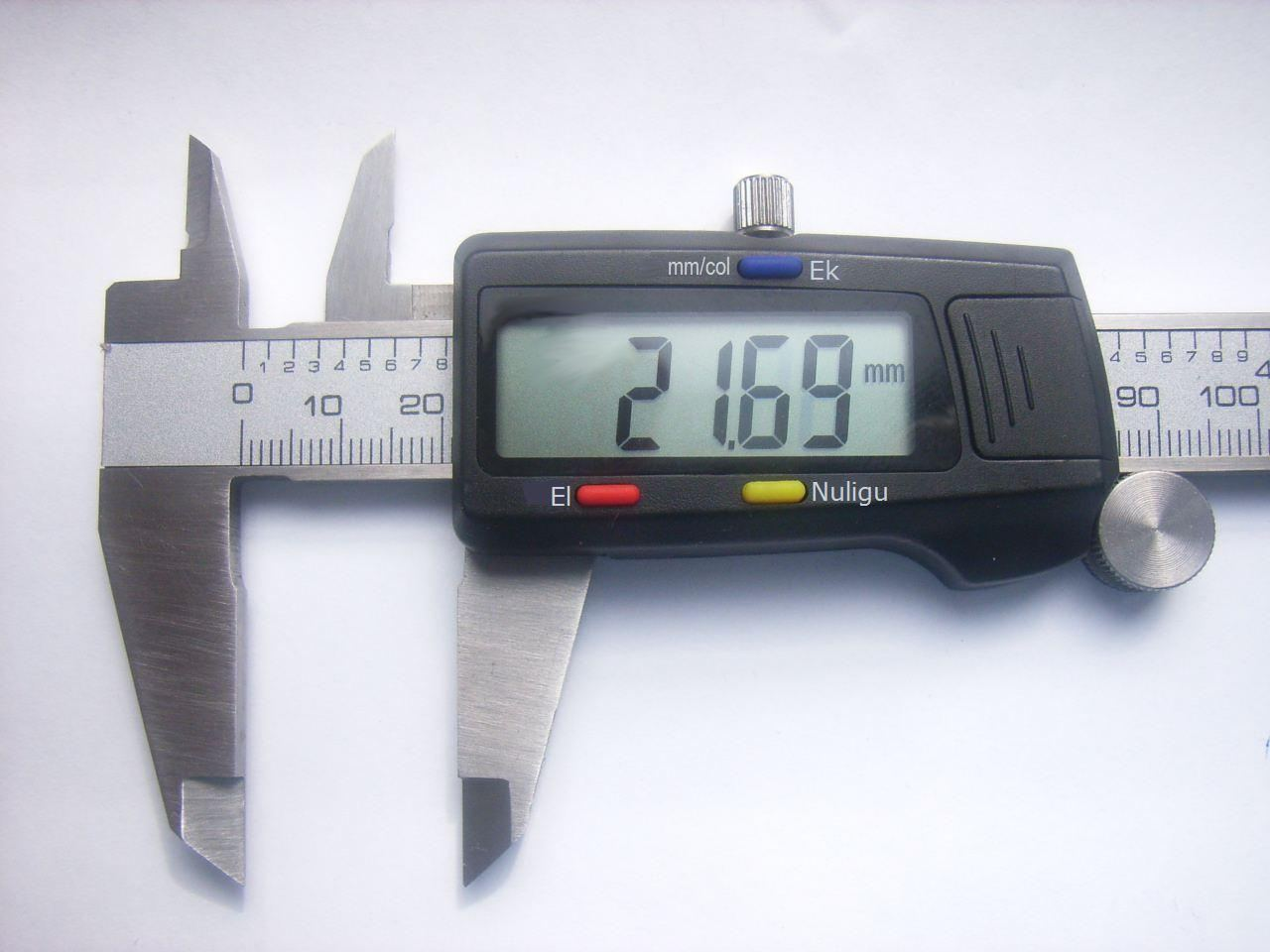
Peu de rei amb un nònius electrònic